# 鎖鎌術
鎖鎌術（くさりがまじゅつ）は、鎌術から派生した武術である。鎖鎌を片手に鎌の柄を握って構え、片手に分銅のついた鎖を振り回し、分銅の鉄丸を相手に打ち付けたり、鎖を相手の武器に巻きつけて奪ったりして鎌でとどめをさす武術。薙刀術や杖術に併伝していることが多い。

## 概要
鎖鎌は主に農民の武器で、戦場に駆り出された農民が武器として鎌を使ったことから鎖鎌術が発展したとされるが、武士が身につける武芸十八般にも含まれるなど武家にも広まっていた。
足軽などが戦場で使用したのは陣鎌で技術も別であるが、甲冑兵法などの総合武術では併伝していることが多い。
鎖鎌の形状、長さ、鎖の位置等は流派によって異なり、古道具などでまったく同じ形のものがでることは稀である。秀杖会の一心流鎖鎌術の解説では、使用する鎌は一尺の両刃の鎌と手を覆う鉤が付いた独特の形状をしており、分銅は重さ三十匁、鎖の長さも一丈二尺に及ぶ。ただし、稽古では、分銅は綿を鹿革で包んだ物、鎖は麻紐、鎌も通常は木製の物を使用する。鎖は場合に応じて長短を使い分け、柄や鉤も様々な用途で用いる。

## 流派
専門流派
- 心鏡流
- 一心流（神道夢想流杖術に付属）
  - 山田流鎖鎌術（不遷流柔術に付属）
- 二刀神影流（大正時代に創始）
- 卜伝流（柳剛流剣術に併伝、伊勢の系統）
- 金輪流
- 正木流福原派　(水鴎流に併伝、正木流の一派)

流派内の武器術にあるもの
- 正木流
- 荒木流
- 竹内流
- 渋川流
- 渋川一流
- 楊心流（薙刀術）
- 天道流
- 戸田派武甲流薙刀術
- 駒川改心流
- 柳生心眼流
- 直猶心流（直心影流薙刀術に併伝）
- 気楽流